# Anel linfático de Waldeyer
Ao conjunto de aglomerados de tecido linfóide localizados na cavidade oral compostos pelas tonsilas faríngea, palatina e lingual, denomina-se anel linfático de Waldeyer.
Este círculo protege assim a entrada dos tubos digestivo e respiratório constituindo um sistema de defesa do organismo contra agentes nocivos do meio externo. Este tecido linfóide é muito desenvolvido na criança e atrofia-se com a idade. Nas infecções da faringe em crianças, as tonsilas podem aumentar muito de volume, causando obstrução parcial ou total dos orifícios. Neste caso, as adenóides podem dificultar a respiração nasal por obstrução das coanas e a tonsila tubárica pode impedir a drenagem da tuba, facilitando a instalação de otite média.
As amígdalas são órgãos linfóides sem vasos aferentes e seu contato com os antígenos se faz através de seu sistema de criptas, no qual o epitelio se apresenta com quantidades apreciáveis de linfócitos T que, após sensibilização, tem capacidade de migração para o interior do órgão quando, então, podem interagir com linfócitos B para a produção de imunoglobulinas, podem se localizar nas zonas mais centrais dos folículos como células de memória e podem passar a circulação levando a experiência imunológica para órgão linfóides à distância e. Assim se desenvolveria uma imunidade local com capacidade de memória ¡munológica e as amígdalas tomariam parte na resposta imune como um todo enviando e recebendo experiências imunológicas de órgão à distância, provavelmente através de células plásticas sensibilizadas ditas mensageiras (teoria do linfócito mensageiro de Hall). Tem-se demonstrado que os linfócitos das amígdalas são capazes de responder in vitro a uma série enorme de antígenos bacterianos e virais, inclusive aos vacinais e os de aplicação parenteral. Assim, é possível obter-se resposta local específica contra vírus da polio, rubéola e caxumba, toxóides tetánico e diftérico, pertussis. Demonstra-se, também, respostas in vitro frente a estímulos mitogênicos como PHA e outros,e, funções tipicamente T dependentes como liberação de linfocinas do tipo MIF e LIF nos linfócitos amigdalianos. Embora as reações do tipo hipersensibilidade tardia sejam pouco estudadas a nível dêssés órgãos, supõem-se que elas devem existir com características próprias, de natureza localizada, e que de alguma forma estariam atuando frente a processos patológicos.
A população celular das amígdalas humanas é basicamente de células imunocompetentes com 80-
90% de linfócitos, predominando tipo B e 5-20% de plasmócitos n. São encontradas células com capacidade de produzir todas as classes de imunoglobulinas, inclusive IgD e IgE, sendo que a quantidade relativa de células produtoras de IgE por grama de tecido seria a maior encontrada entre os tecidos linfóides. Embora predominem as células produtoras de IgG, entre as classes de imunoglobulinas têm concentração maior a IgA, principalmente do tipo secretorio (11 S), seguindo-se em ordem decrescente IgM,IgG, IgE e IgD n.- ACEMAF63